# American Petroleum Company
De American Petroleum Company (APC) was een Amerikaans-Belgisch-Nederlandse maatschappij in 1891 ontstaat uit fusies om de producten van Standard Oil op de markt te brengen. Later is hiervoor de merknaam Esso ontstaan (de laatste s en o staan voor Standard Oil).

## Geschiedenis

### Ontstaan

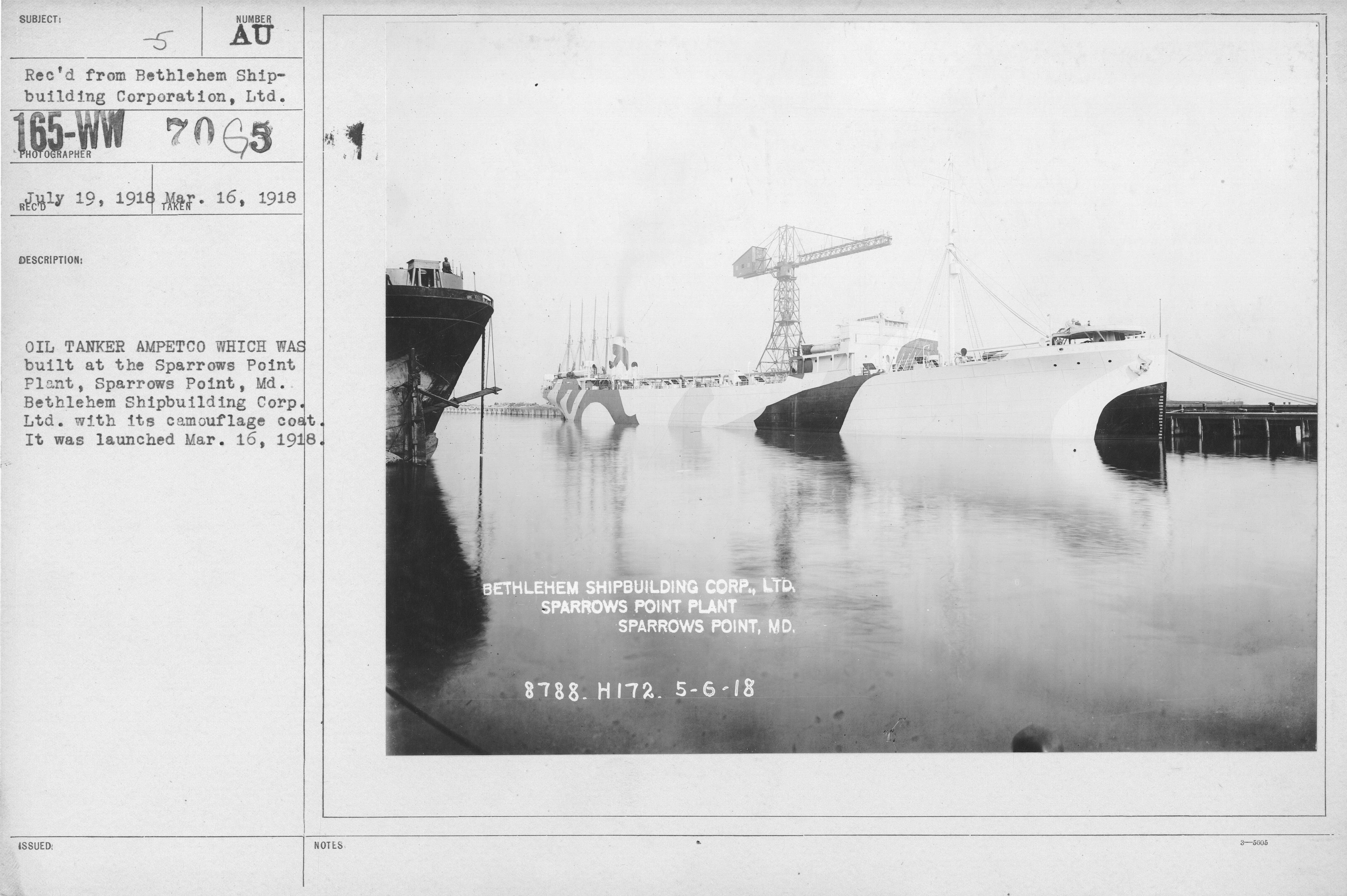
Olietanker Ampetco I gebouwd op de werf van Bethlehem Shipbuilding Corporation

American Petroleum Company voor Nederland en België werd opgericht in 1891. Initiator was de Standard Oil Company of New Jersey. Het bedrijf ontstond uit een versmelting van een aantal handelshuizen, en wel: Frédéric Speth & Co. (opgericht 1870) en Graff & Macquinay (opgericht 1875), beide te Antwerpen, Otto Horstmann & Co. te Rotterdam (opgericht 1875), en Herman Stursberg & Co. te New York. 
De Antwerpse firma's beschikten reeds over een vloot van drie tankers, alle zeilschepen, waar in 1892 een vierde aan werd toegevoegd. Dat was een stoomschip. In 1891 werden ongeveer 500.000 (houten) vaten van overzee aangevoerd. Kantoren waren te Rotterdam (Willemskade 17) en Antwerpen (Otto Veniusstraat 15). In 1899 werd opdracht gegeven aan de architect T.L. Kanters voor de bouw van een nieuw kantoor aan de Willemskade 22. Later zou het gebouw Petrolea in Den Haag als Nederlands hoofdkantoor dienst gaan doen. Later ging dit het Esso-gebouw heten.
De American Petroleum Company beschikte tevens over terminals, opslagpunten en verkooporganisaties. In Rotterdam had Standard Oil sinds 1890 een terminal van de Deutsch-Amerikanische Petroleum Gesellschaft (DAPG) aan de Sluisjesdijk. In 1898 werd verkoopmaatschappij De Automaat opgericht. Aanvankelijk werden ook aardolieproducten in blikken geleverd. Het ging daarbij vooral om kerosine, dat als petroleum werd verkocht voor verlichtingsdoeleinden en onder meer het schaars geworden walvistraan verving. De petroleum werd aanvankelijk door paarden of honden voortgetrokken karren verkocht. Deze karren kwamen ook op het platteland. Verkoop vond plaats in twee-literkruiken. Later verschenen karren waarop een olietank was gemonteerd. Hiermee werden de door APC verstrekte kruiken afgevuld.

### Uitbreiding

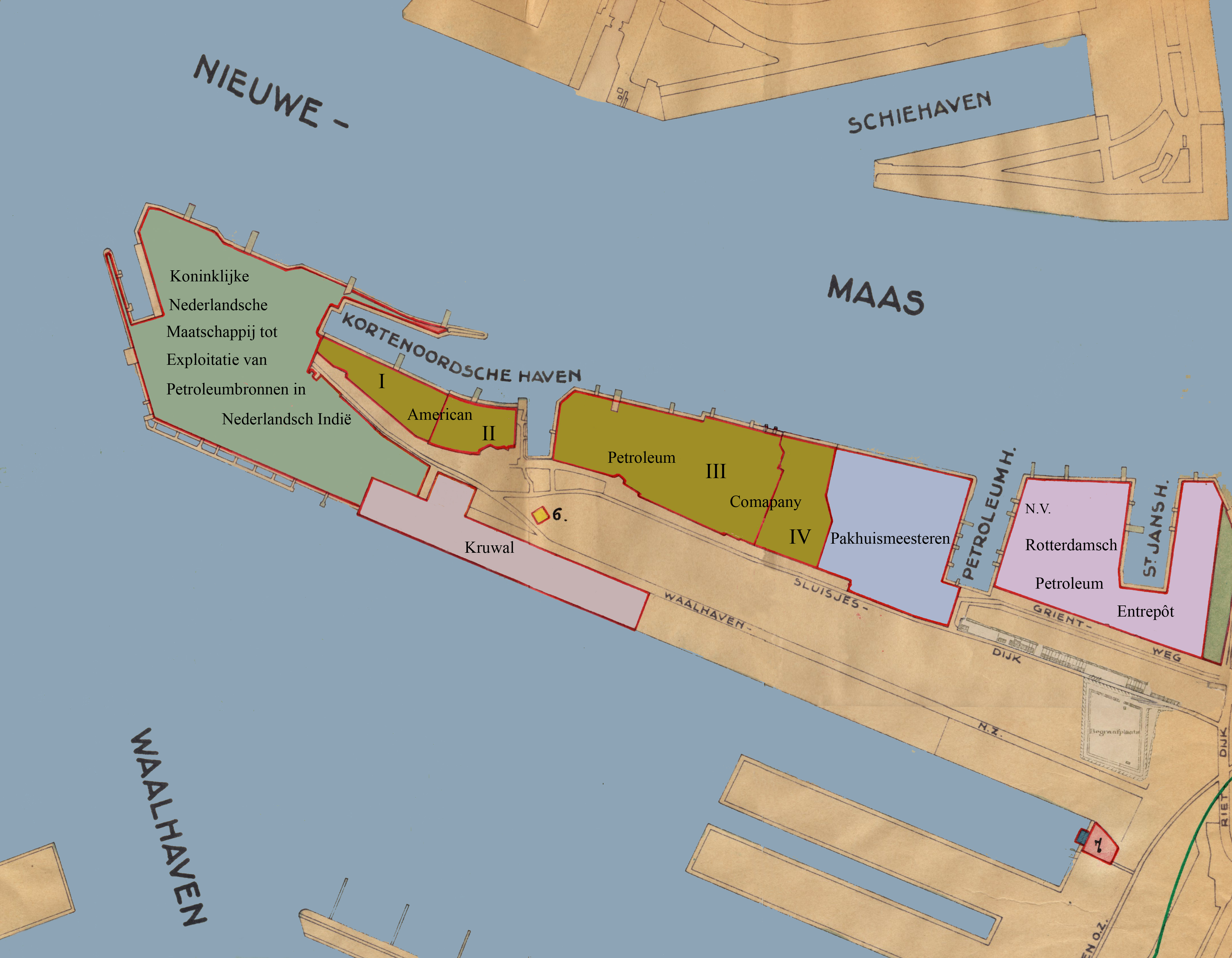
Sluisjesdijk

Er kwamen nieuwe schepen in de vaart, en in 1904 bouwde men een olieopslag in Antwerpen, die echter hetzelfde jaar nog door een brand werd verwoest. Enkele maanden later kwam alsnog een installatie gereed. In 1905 werd gestart met de verkoop van benzine. In 1906 werd te Rotterdam-Charlois een benzine-opslag in gebruik genomen. De olie werd per spoor aangevoerd vanuit Antwerpen. In 1910 werd te Antwerpen de raffinaderij van Compagnie Industrielle "Atlas" overgenomen. Men beschikte toen in België reeds over 175 (kleinere) opslagplaatsen 600 karren en vrachtwagens, 1000 paarden, 300 ketelwagens, 21 lichters en 10 zeeschepen. APC kende 1500 medewerkers. In 1911 werd voor het eerst dieselolie op de markt gebracht. In 1912 kwam een einde aan het vervoer per houten vat.
In 1910 werd in Nederland de zogeheten Indische Afdeling opgericht, vanaf 1912 de Nederlandsch Koloniale Petroleum Maatschappij geheten. In 1911 werd Standard Oil op grond van de Amerikaanse antitrustwet opgesplitst en kwamen er 32 zogeheten baby Standards, waarvan een aantal zich toch weer tot zeer grote maatschappijen ontwikkelden. APC kwam onder Standard Oil of New Jersey.
Tijdens de Eerste Wereldoorlog (1914-1918) kon de APC niet werken. De tankervloot werd gebruikt door de geallieerden en de aanvoer kwam tot staan. Na deze oorlog ging bovendien de verkoop van petroleum sterk achteruit, omdat voor verlichting werd omgeschakeld naar gas en elektriciteit. Wél werd de kerosine van belang voor de luchtvaart, en begon ook het aantal motorvoertuigen toe te nemen. In 1919 werd de APC gesplitst in een Nederlandse en een Belgisch-Luxemburgse maatschappij. In hetzelfde jaar kwamen de eerste tankauto's ter beschikking. Deze zouden spoedig ook de tankstations gaan bevoorraden.

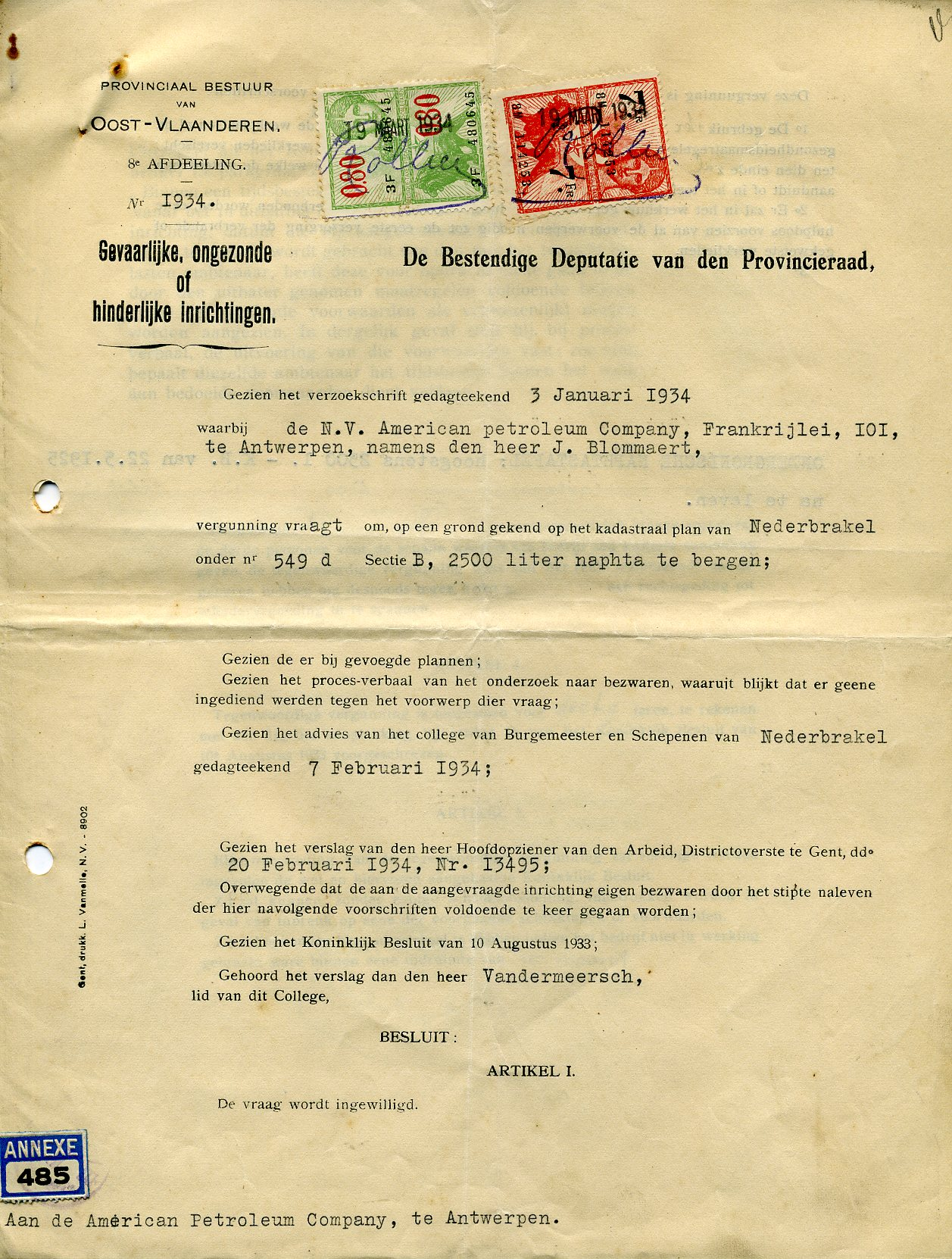
Goedgekeurde vergunning van de "Bestendige Deputatie van de Provincieraad" van Oost-Vlaanderen (19 maart 1934) om 2500 liter naphta te bergen in Nederbrakel

In 1922 werd de eerste vaste benzinepomp geïnstalleerd. Dit geschiedde in België. De benzine werd verkocht onder de merknaam: Motocarline. De benzine werd, vóór de komst van de benzinepompen, aan de man gebracht in 10-literblikken, die via een net van opslagplaatsen werden verkocht. In 1926 werd door APC zelfs de Auto Hulpdienst opgericht, een soort Wegenwacht en in 1927 ging men smeerolie verkopen, in 1928 startte de verkoop van vliegtuigbrandstof en in 1930 werd in België de verkoopmaatschappij Compagnie Petrolifère Nationale opgericht. Ondertussen werden in 1936 de verkooporganisaties De Automaat en Petrolifère opgeheven.
In 1933 bezat de Belgische SAPC over 150 tankauto's, 1050 tankkarren, 282 ketelwagens, 21 lichters, 2 zeeschepen, 699 paarden en 5000 pompen. In 1937 kwam de Esso Belgium in de vaart. Het 155 m lange schip mat 15.000 BRT en was toentertijd het grootste onder Belgische vlag varende schip. Het vervoerde aardolie van Venezuela naar Antwerpen.
In Venlo is naast het Limburgs Museum een tankstation van APC te vinden. Gebouwd in 1933, is dit het oudste nog bestaande tankstation van Nederland.

## Esso
In 1938 werd de Nederlandse APC omgedoopt in Standard Amerikaansche Petroleum Maatschappij (SAPC). De Belgische APC ging Standard American Petroleum Company (SAPC) heten. Het Esso-merk werd in Nederland en België geïntroduceerd, waar voorheen de benzine onder de merknaam Standard werd verkocht.
Na de Tweede Wereldoorlog startte men weer, maar in 1948 werden namen als APC en SAPC voorgoed vervangen door Esso (Esso Nederland en Esso Belgium). Zie het artikel Esso voor het verdere verloop van de geschiedenis.

## Externe bronnen
- Geschiedenis